# Сръбско деспотство
Сръбското деспотство (на сръбски: Српска деспотовина) е средновековна държава на Балканския полуостров, съществувала от 1402 до 1459 година.
Тя е продължител на княжеството Моравска Сърбия, чийто владетел Стефан Лазаревич през 1402 година получава титлата деспот. През 1459 година деспотството е завладяно от Османската империя, но наследниците, емигрирали в Унгария, продължават да претендират за титлата до 1537 година.

## Деспоти
- Стефан Лазаревич (1402 – 1427)
- Георги Бранкович (1427 – 1456)
- Лазар Бранкович (1456 – 1458)
- Стефан Бранкович (1458 – 1459)
- Стефан Томашевич (1459)